# Ebru Özkan
Ebru Özkan (* 18. November 1978 in Ankara) ist eine türkische Schauspielerin.

## Biografie
Ebru Özkan wurde am 18. November 1978 in Ankara geboren. Sie studierte an der Bilkent Üniversitesi. Danach setzte sie ihr Studium an der Universität Ankara fort. Ihr Debüt gab sie 2006 in der Fernsehserie Gözyaşı Çetesi. Anschließend war sie 2007 in Kara İnci zu sehen. Bekanntheit erlangte Özkan in der Serie Hanımın Çiftliği.
2012 trat sie in Hayatımın Rolü auf. Außerdem wurde sie 2014 für die Serie Not Defteri gecastet. Özkan heiratete 2016 den türkischen Schauspieler Ertan Saban. Aus der Ehe ging ein Kind hervor.
2021 bekam Özkan die Auszeichnung Radyo Televizyon Gazetecileri Derneği Beste Schauspielerin. Der Preis wurde von dem Präsidenten Recep Tayyip Erdoğan überreicht. 2022 spielte sie in der Serie The Choice die Hauptrolle.

## Filmografie (Auswahl)
Filme
- 2006: Kabuslar Evi
- 2010: Çınar Ağacı
- 2015: Rüzgarın Hatıraları
- 2020: Türkler Geliyor (Türkler Geliyor: Adaletin Kılıcı)

Serien
- 2006: Gözyaşı Çetesi
- 2007: Kara İnci
- 2008–2009: Güldünya
- 2009–2011: Hanımın Çiftliği
- 2014: Not Defteri
- 2014–2017: Paramparça
- 2018: Şahin Tepesi
- 2022: The Choice
- 2023: Şahmaran
- 2022–2024: Ben bu Cihana sığmazam